# 楊健侯
楊健侯（1839年—1917年），名鉴，字健侯，号镜湖，中國清末武術家，楊氏太極拳第二代傳人，杨露禅第三子。

## 生平
出生於1839年（一說1842年），為杨露禅第三子，其長兄為楊班侯。楊健侯從小就隨父練武，當時十分刻苦，甚至曾經試圖尋短見而未果。
楊健侯「其功剛柔並濟」，精通刀、剑、枪、杆，亦擅發弹丸，能用三、四弹丸同時擊中三、四隻飛鳥。1917年（民國六年），無疾而終。

## 子女
楊健侯有三子，分別為楊兆熊、楊兆元和楊澄甫；其中楊兆元早逝，而楊兆熊和楊澄甫後來都成為了太極拳名家。